# Ulrich Bapoh
Ulrich Bapoh (Edéa, 29 juni 1999) is een Duits voetballer van Kameroense afkomst die als middenvelder of als vleugelspeler speelt. Hij staat onder contract bij VfL Bochum en werd in het seizoen 2018/19 uitgeleend aan FC Twente.

## Loopbaan
Bapoh werd geboren in Kameroen. Na het overlijden van zijn vader verhuisde hij op driejarige leeftijd naar Duitsland, waar zijn moeder op dat moment al verbleef. Hij speelde vanaf zijn tiende in de jeugd van VfL Bochum. Tot een debuut in het eerste elftal kwam het echter niet. Vanaf de zomer van 2018 werd hij voor een jaar verhuurd aan FC Twente, dat het seizoen daarvoor gedegradeerd was naar de Eerste divisie. Bij zijn officiële debuut, op 17 augustus 2018 in een thuiswedstrijd tegen Sparta Rotterdam, scoorde hij na tien minuten de 1-0. Bapoh belandde echter na een paar duels op de reservebank en kwam in het seizoen tot twaalf officiële duels, waarin hij drie doelpunten maakte. Met FC Twente werd hij in 2019 kampioen van de Eerste divisie.

## Clubstatistieken
| Seizoen | Club          | Competitie     | Competitie | Competitie | Beker | Beker | Europees | Europees | Overig | Overig | Totaal | Totaal |
| Seizoen | Club          | Competitie     | Wed.       | Dlp.       | Wed.  | Dlp.  | Wed.     | Dlp.     | Wed.   | Dlp.   | Wed.   | Dlp.   |
| ------- | ------------- | -------------- | ---------- | ---------- | ----- | ----- | -------- | -------- | ------ | ------ | ------ | ------ |
| 2018/19 | FC Twente     | Eerste divisie | 10         | 3          | 2     | 0     | –        | –        | –      | –      | 12     | 3      |
| 2019/20 | VfL Bochum    | 2. Bundesliga  | 4          | 1          | 1     | 0     | –        | –        | –      | –      | 5      | 1      |
| 2020/21 | VfL Osnabrück | 2. Bundesliga  | 10         | 0          | 0     | 0     | –        | –        | –      | –      | 10     | 0      |
| 2021/22 | VfL Osnabrück | 2. Bundesliga  | 22         | 0          | 2     | 0     | –        | –        | –      | –      | 24     | 0      |
| Totaal  | Totaal        | Totaal         | 46         | 4          | 5     | 0     | 0        | 0        | 0      | 0      | 51     | 4      |

## Interlandloopbaan
Bapoh heeft zowel de Kameroense als Duitse nationaliteit. Hij kwam uit voor de Duitse nationale jeugdteams onder de 18 jaar en onder de 19 jaar.

## Erelijst
| Eerste divisie | 1 | 2018/19 |

## Trivia
- Samuel Eto'o is een halfbroer van de vader van Ulrich Bapoh.[1]